# 半島青年商會
半島青年商會（英語：Junior Chamber International Peninsula）是國際青年商會香港總會屬下二十一分會之一，第四個分會及第一個中文分會，為一個國際性非牟利的領袖培訓組織。會員不分性別，以中文為主要語言，以培訓「青年領袖」為首要目的。
半島青年商會跟隨國際青年商會的4大發展範疇，包括關懷社會、發展個人潛能、推動商務合作機會及國際發展網絡。會員透過籌辦多個工作計劃，例如與非牟利機構「龍耳」及香港失明人協進會合辦「視障咖啡師培育計劃」、「不一樣的我·從心品味」及「繪出甜、觸動愛」等項目。

## 「視障咖啡師培育計劃」工作計劃
2015年8月，一名患有視網膜色素病變的視障人士，透過香港失明人協進會，參與和Coffee Pro合辦的視障咖啡師培育計劃，訓練成為專業咖啡師，並獲一間咖啡店聘請為視障咖啡師。

## 「不一樣的我·從心品味」工作計劃
2016年，5名聾人透過「龍耳」參加36小時的調酒課程，以手語教授調酒技巧，並安排餐飲實習，盼學員能找到工作，發揮一技之長。

## 「繪出甜、觸動愛」工作計劃
2017年5月，這工作計劃由一名患有大腦麻痹而行動不便的甜品導師，帶領12名聾人及視障人士製作甜品，冀不同殘疾類別的學員互相合作及學懂溝通。

## 其他工作計劃
- 「香港青年工作發展潛力」問卷調查，訪問504名香港及內地來港工作青年[7]。
- 青年事務組訪問1084名12至25歲年輕人，了解他們與父母的溝通情況[8]。
- 訪問約700名香港市民，了解他們對隱青問題的看法[9][10]。

## 外部連結
- 半島青年商會官網（页面存档备份，存于）
- 半島青年商會的Facebook專頁